# Nyaung Shwe
Nyaung Shwe (birman :  ; aussi appelée Yawnghwe) est une petite ville de Birmanie située quelques kilomètres au nord du Lac Inle, dans l'État Shan. Sa population en 1994 était de 1 300 habitants.
Nyaung Shwe est le centre touristique pour accéder au lac Inle. Elle est accessible par autobus, par voiture ou par avion, par l'intermédiaire de l'aéroport de Heho, à une trentaine de kilomètres.
La ville aurait été fondée en 1359 par deux jumeaux venus de Tavoy avec 36 autres familles.
Le dernier saopha (roi) de Nyaung Shwe, Sao Shwe Thaik (1896-1962), fut le premier président de l'Union birmane après l'indépendance (1948-1952). Le titre de Saopha fut aboli à sa mort.

## Centres d'intérêt

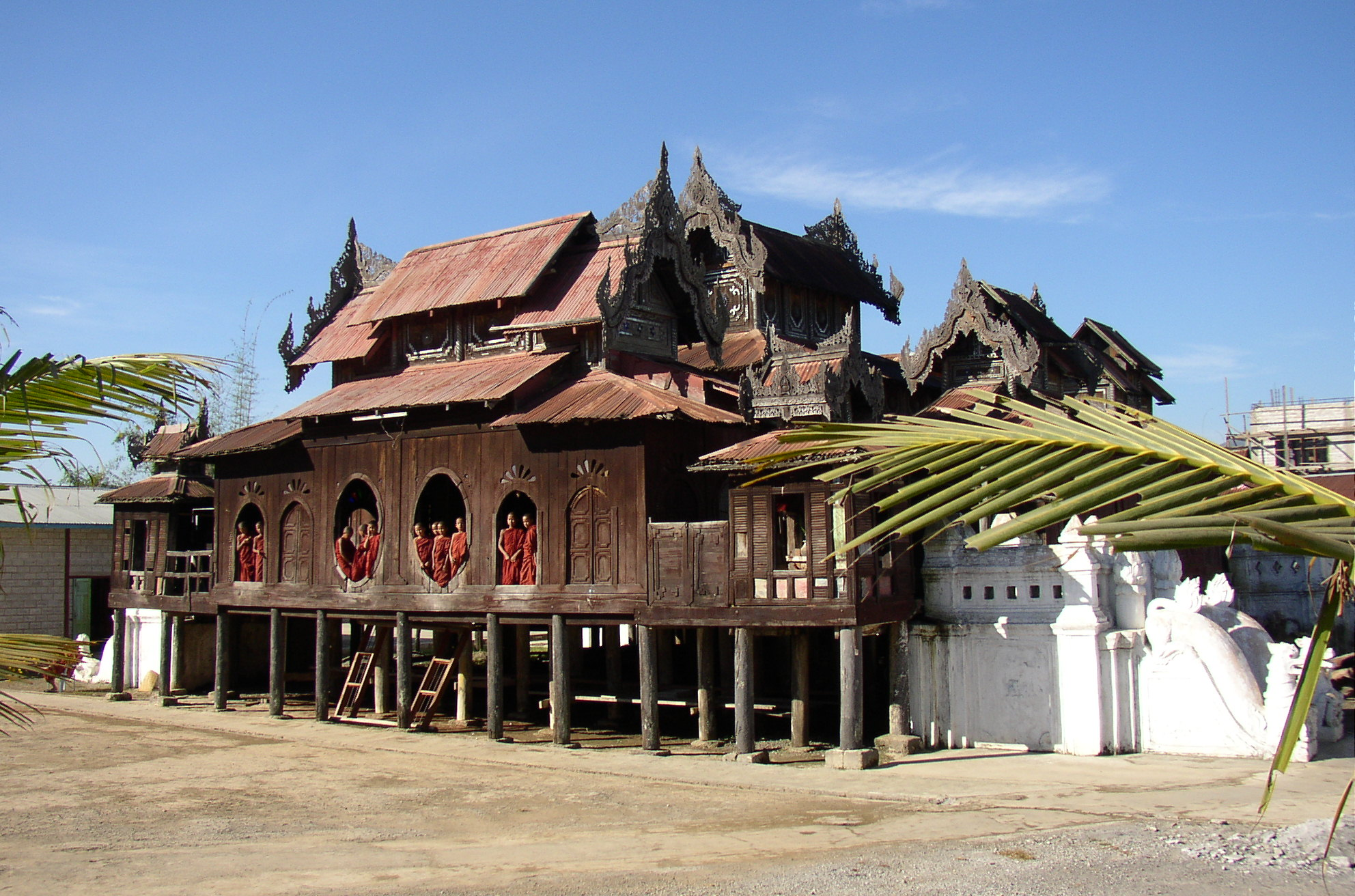
Le monastère Shwe Yan Pyay à Nyaung Shwe.

- Monastère Shwe Yan Pyay